# Rue de Périole
La rue de Périole (en occitan : carrièra de Pèiriola) est une voie de Toulouse, chef-lieu de la région Occitanie, dans le Midi de la France.

## Situation et accès

### Description
La rue de Périole est une voie publique. Elle sépare les quartiers de Bonnefoy à l'ouest et Marengo-Jolimont à l'est.
ELongue de 1594 mètres, elle naît au nord du boulevard de Marengo. Dans sa première partie, orientée au nord et longue de 373 mètres, elle est relativement rectiligne et large de 10 mètres. Elle longe à gauche les bâtiments de la gare Matabiau, donnant naissance à droite à la rue Émile-Zola, puis à la rue Bernard-Ortet, avant d'atteindre le rond-point qui se forme au carrefour de la rue des Cheminots et de la rue Claude-Perrault. Dans sa deuxième partie, longue de 1221 mètres, la rue de Périole s'oriente au nord-est et suit un parcours plus tortueux, qui épouse le coteau de la butte du Calvinet, s'élevant de 146 mètres au niveau du carrefour de la rue des Cheminots, à 161 mètres (face au no 75). Elle traverse alors le bas du faubourg Bonnefoy, rencontrant successivement les rues François-Arago, Noémie-Dessalles, d'Armagnac, Saint-Louis, Jean-Aicard et Albert-Sorel. Elle s'abaisse ensuite régulièrement à 146 mètres, au niveau de l'avenue Yves-Brunaud et de la place de la Roseraie, où elle se termine. Elle est prolongée au nord-est par la route d'Agde.
La chaussée est définie comme une chaussée à voie centrale banalisée. Elle ne compte qu'une seule voie de circulation automobile à double-sens, bordée par une bande cyclable dans chaque sens. De plus, la vitesse y est limitée à 30 km/h.

### Voies rencontrées
La rue de Périole rencontre les voies suivantes, dans l'ordre des numéros croissants (« g » indique que la rue se situe à gauche, « d » à droite) :
1. Boulevard de Marengo
2. Rue Émile-Zola (d)
3. Rue Bernard-Ortet (d)
4. Rue des Cheminots (g)
5. Rue Claude-Perrault (d)
6. Rue François-Arago
7. Rue Noémie-Dessalles (d)
8. Rue d'Armagnac
9. Rue Saint-Louis
10. Rue Jean-Aicard (g)
11. Rue Albert-Sorel (g)
12. Rue du Colonel-Toussaint (g)
13. Chemin Maurice (g)
14. Rue de l'Avenir (g)
15. Rue François-Aubry (g)
16. Rue Monserby (d)
17. Rue du Sergent-Nicoleau (g)
18. Rue Rosette (d)
19. Rue Saint-René (g)
20. Rue Monserby (d)
21. Rue Ida-Pfeiffer (g)
22. Rue Léon-Bourjade (g)
23. Avenue Yves-Brunaud

### Transports
La rue de Périole n'est pas directement desservie par les transports en commun Tisséo. À son origine, du côté du boulevard de Marengo, elle se trouve cependant à proximité immédiate de la station Marengo – SNCF, sur la ligne de métro , et des arrêts des lignes du Linéo L8 et du bus 14. À son débouché, sur l'avenue Yves-Brunaud, se trouvent la station Roseraie, ainsi que les arrêts des lignes de bus 1936.
Il n'existe pas non plus de stations de vélos en libre-service VélôToulouse le long de la rue de Périole. Les plus proches sont les stations no 5 (5 rue René-Leduc) et no 178 (avenue Yves-Brunaud).

## Odonymie
L'origine du nom de Périole est obscure. La trace la plus ancienne date de la première moitié du XIVe siècle : le toponyme latin apud Peyriolas désigne un lieu-dit de Balma, dans la plaine de l'Hers, près du chemin de Montrabé et de Lavaur (actuelle route de Lavaur, près du no 1-5 rue de la Tuilerie à Balma). Il semble que ce soit au XVIe siècle que le nom s'étendit au terroir et au pont voisin qui franchissait l'Hers. De là, le nom de Peiriolle, Peyriolle ou Périole fut donné à plusieurs chemins qui, du côté de Toulouse, aboutissaient au pont : ainsi, le chemin de Nicol fut désigné comme le chemin de Périole jusqu'en 1936. 
La rue de Périole, entre la rue des Cheminots et l'avenue Yves-Brunaud, était une partie d'un long chemin qui, depuis la porte Matabiau (emplacement de l'actuelle place Jeanne-d'Arc), traversait la campagne toulousaine et était désigné comme le chemin de Montrabé ou le chemin de Lavaur. Il prit au XIXe siècle le nom de chemin de Bayard, qu'il devait à la famille Bayard qui possédait un moulin à blé utilisant la force de la chute d'eau de l'écluse de Bayard sur le canal du Midi,. En 1856, le chemin de Bayard fut coupé par les voies de la ligne de chemin de fer et la construction de la gare Matabiau. Une rue nouvelle fut tracée entre la place Marengo et le chemin de Bayard : on lui donna le nom de chemin Bessières en 1856, puis de rue de Périole en 1879. C'est en 1935 que, dans un souci de clarification, le nom de Périole fut définitivement appliqué au chemin de Bayard.

## Patrimoine et lieux d'intérêt

### Espace Bonnefoy
L'Espace Bonnefoy, destiné aux manifestations culturelles du quartier, est inauguré en 1984 dans les bâtiments de l'ancien haras national.

### Établissements scolaires
- no  96 : collège Marengo. 
Le collège Marengo est construit entre 1959 et 1960 sur une parcelle triangulaire laissée libre, au sommet de la rue de Périole, entre la rue Frédéric-Petit et la rue du Maréchal-Gallieni. Il se compose à l'origine de deux corps de bâtiments alignés, qui s'élèvent sur une terrasse à 170 mètres, surplombant la rue de Périole. 
Entre 2002 et 2003, les travaux menés par le cabinet des architectes Jean-Marie Bardin et Marc Julla permet de doubler la superficie du collège.
- no  98 : école élémentaire Marengo-Périole.

### Groupe Latécoère
En 1939, Latécoère s'installe rue de Périole après avoir vendu à Breguet Aviation ses usines et centres d'essai de Montaudran, Anglet et Biscarrosse.

### Immeubles et maisons
- no  40 : immeuble (deuxième quart du XXe siècle)[9].
- no  55 bis : cité Bonnefoy (1931, Jean Montariol)[10].
- no  74 : maison Lesgards (1937, Pierre Génard)[11].
- no  80 : maison (deuxième quart du XXe siècle)[12].
- no  84 : maison (deuxième moitié du XXe siècle)[13].
- no  85 : maison (deuxième quart du XXe siècle)[14].
- no  130-134 et 168-170 : résidences Monserby et Jolimont-Roseraie (1978)[15].

### Parcs et jardins publics
- no  25 : jardin Edmond-Michelet. 
Le jardin est ouvert en 1982 à l'emplacement du terrain Maury, du nom de son propriétaire, Pierre Maury, qui le légua à la ville à la fin du XIXe siècle. Une partie des terrains, à l'ouest, fut utilisée pour aménager les écoles maternelle et élémentaire de Bonnefoy (actuels no 6-8 et 10-12 rue du Faubourg-Bonnefoy), tandis qu'à l'est étaient construits les haras municipaux (actuel Espace Bonnefoy, no 27-31 rue de Périole). C'est en 1982 que la municipalité de Pierre Baudis se préoccupa d'aménager l'espace central en jardin public[16]. 
Le jardin est nommé en l'honneur d'Edmond Michelet (1899-1970) : originaire de Brive-la-Gaillarde, proche des idées du catholicisme social, il s'engagea dès 1940 dans la Résistance, puis mena une longue carrière politique jusqu'à sa mort. Le 5 novembre 2019, l'allée centrale du jardin a été nommée Monsonego-Sandler, en hommage aux trois enfants Myriam Monsonégo, Arié et Gabriel Sandler, et à Jonathan Sandler, professeur et rabbin, assassinés par Mohamed Merah le 19 mars 2012 devant l'école juive Ozar Hatorah[N 1],[17].

- jardin Pierre-Rous. 
Le jardin est inauguré le 18 août 1984 par le maire, Dominique Baudis. Il porte le nom de Pierre Rous (1910-1981), résistant toulousain qui dirigea le réseau Morhange à la mort de Marcel Taillandier[18].